# Musikjahr 1941
Liste der Musikjahre

◄◄ | ◄ | 1937 | 1938 | 1939 | 1940 | Musikjahr 1941 | 1942 | 1943 | 1944 | 1945 | ► | ►►

Weitere Ereignisse · Country-Musik
Dieser Artikel behandelt das Musikjahr 1941.

Alvino Rey – Idaho (1941)

## Ereignisse

### Nationalsozialismus und Zweiter Weltkrieg
- 04. Februar: Auf Initiative von US-Präsident Franklin D. Roosevelt werden die United Service Organizations (USO) zur Unterhaltung der US-Truppen gegründet.
- 29. Juni: Das im Auftrag von Joseph Goebbels entstandene Propagandalied Von Finnland bis zum Schwarzen Meer von Herms Niel und Norbert Schultze mit den Chören der Staatsoper Berlin und der Deutschen Oper Berlin sowie großem Orchester wird erstmals im Rundfunk übertragen. An das Ende des Liedes wird das als Russland-Fanfare bekanntgewordene Zitat aus Franz Liszts Les Préludes angefügt, das von nun an die Sondermeldungen des Oberkommandos der Wehrmacht im deutschen Radio einleitet. Zu Beginn des Krieges ist ein anderes Signal benutzt worden, das aus dem Lied Die Wacht am Rhein stammt und daher auch Frankreich-Fanfare genannt wurde.

### Populäre Musik
- 07. Mai: Glenn Miller nimmt die Swing-Nummer Chattanooga Choo Choo auf.
- 25. Dezember: In den USA stellt Bing Crosby in einer Radiosendung erstmals das von Irving Berlin stammende Lied White Christmas vor.

### Klassische Musik und Musiktheater

#### Klassische Musik
- 01. Januar: Das Neujahrskonzert der Wiener Philharmoniker findet erstmals am Neujahrstag statt.
- 15. Januar: Die Uraufführung des Quatuor pour la fin du temps von Olivier Messiaen findet im Lager in Görlitz vor ca. 400 Kriegsgefangenen statt. Messiaen selbst übernimmt den Klavierpart.

#### Musiktheater
- 23. Januar: Die Uraufführung des Musicals Lady in the Dark mit Musik von Kurt Weill und den Gesangstexten von Ira Gershwin findet am Alvin Theatre in New York statt. Das Buch stammt von Moss Hart, der auch die Regie übernimmt. In der Originalbesetzung spielen Gertrude Lawrence, Danny Kaye, Macdonald Carey und Victor Mature mit.
- 05. Februar: Die Oper Fürstin Tarakanowa von Boris Blacher wird in Wuppertal uraufgeführt.
- 05. April: Die Uraufführung des Balletts Verklungene Feste von Pia und Pino Mlakar (Libretto und Choreografie) zur Musik von François Couperin in der Bearbeitung von Richard Strauss erfolgt am Nationaltheater München.
- 19. April: Bertolt Brechts Drama Mutter Courage und ihre Kinder wird am Schauspielhaus Zürich uraufgeführt. Der Stoff des Epischen Theaterstücks stammt aus dem Schelmenroman Trutz Simplex oder Lebensbeschreibung der Ertzbetrügerin und Landstörtzerin Courasche von Hans Jakob Christoffel von Grimmelshausen. Die Musik komponierte Paul Burkhard, der auch selbst dirigiert.
- 30. April: Die Uraufführung der Operette Der Reiter der Kaiserin von August Pepöck nach Motiven des Romans Der Kerzlmacher von St. Stephan von Alfons von Czibulka erfolgt am Raimundtheater in Wien.
- 11. Oktober: Die Oper Die Hexe von Passau von Ottmar Gerster wird in Düsseldorf uraufgeführt.
- 18. Oktober: Die deutsche Erstaufführung der Oper Aladin von Kurt Atterberg findet in Chemnitz statt.

### Film
- 01. Mai: Im New Yorker Palace Theatre hat Orson Welles’ Film Citizen Kane Premiere. Der Film wird bei seinem Erscheinen heftig kritisiert und zu einem finanziellen Misserfolg, gilt jedoch heute als Meilenstein in der Kinogeschichte. Die Filmmusik stammt von Bernard Herrmann, der mit Citizen Kane seinen Durchbruch als Filmkomponist Bernard Herrmann erreicht und später vor allem durch seine Zusammenarbeit mit Alfred Hitchcock bekannt wird.
- 10. Oktober: Premiere des Films Leichte Muse von Arthur Maria Rabenalt über das Leben und Werk des Komponisten Walter Kollo.
- 14. November: Alfred Hitchcocks Psychothriller Verdacht mit Cary Grant und Joan Fontaine wird uraufgeführt. Die Filmmusik von Franz Waxman erhält 1942 eine Oscar-Nominierung in der Kategorie Beste Filmmusik – Drama.

## Musikcharts

### Vereinigte Staaten
Die längsten Nummer-eins-Singles
Lieder, die die meiste Zeit während eines anderen Jahres auf Platz 1 der Charts verbrachten, werden hier nicht aufgeführt.
1. Artie Shaw & His Orchestra – Frenesi (12 Wochen)
2. Jimmy Dorsey & His Orchestra with Helen O’Connell & Bob Eberly – Amapola (10 Wochen)
3. Swing and Sway with Sammy Kaye with the Kaye Choir – Daddy; Freddy Martin & his Orchestra with Jack Fina – Tonight We Love (Based on Tchaikovsky’s Piano Concerto in B Flat Minor) (jeweils 8 Wochen)

Alle Nummer-eins-Hits und die Hits des Jahres

### Charts in weiteren Ländern
Siehe auch: Nummer-eins-Hits 1941 in  Australien und den Vereinigten Staaten.

## Neuveröffentlichungen (Auswahl)

### Lieder und Kompositionen
| Lied                    | Text                              | Musik           | Erstinterpret          | Label            | Veröffentlichung | Genre      | Weitere Informationen                                          |
| ----------------------- | --------------------------------- | --------------- | ---------------------- | ---------------- | ---------------- | ---------- | -------------------------------------------------------------- |
| Boogie Woogie Bugle Boy | Don Raye, Hughie Prince           |                 | The Andrews Sisters    |                  | 2. Januar 1941   | Pop, Jazz  |                                                                |
| Chattanooga Choo Choo   | Mack Gordon                       | Harry Warren    | Glenn Miller Orchestra | Bluebird Records | 7. Mai 1941      | Swing-Jazz |                                                                |
| God Bless the Child     | Billie Holiday, Arthur Herzog Jr. |                 | Billie Holiday         | Okeh             | 9. Mai 1941      | Jazz       | Jazzstandard                                                   |
| Out of the Silence      | Lloyd B. Norlin                   | Lloyd B. Norlin | Frances Langford       |                  | 1941             | Filmmusik  | für den Musicalfilm All-American Co-Ed komponiert und getextet |

## Gründungen
- Collegium Musicum Zürich – Schweizer Kammerorchester aus Zürich

## Geboren

### Januar
- 01. Januar: Fernando Suárez Paz, argentinischer Tango-Violinist († 2020)
- 02. Januar: Kazuyoshi Akiyama, japanischer Dirigent († 2025)
- 03. Januar: Sergio Hualpa, argentinischer Komponist († 1990)
- 04. Januar: Priscilla Paris, US-amerikanische Sängerin († 2004)
- 06. Januar: Tamara Lund, finnische Opernsängerin und Schauspielerin († 2005)
- 08. Januar: Annette Peacock, US-amerikanische Musikerin

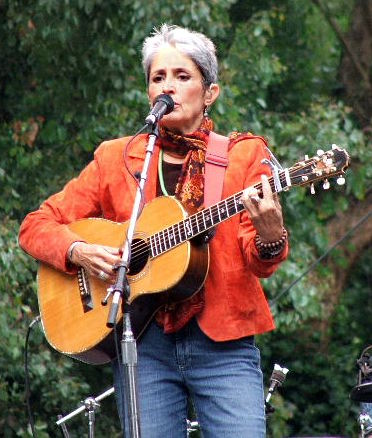
Joan Baez; * 9. Januar

- 09. Januar: Joan Baez, US-amerikanische Folk-Sängerin
- 09. Januar: Barbara Carr, US-amerikanische Bluessängerin
- 10. Januar: Maggie Peterson, US-amerikanische Schauspielerin und Sängerin († 2022)
- 10. Januar: Peter Schmidl, österreichischer Klarinettist und Hochschullehrer († 2025)
- 11. Januar: Shmuel Ashkenasi, israelischer Violinist
- 12. Januar: Long John Baldry, britischer Sänger († 2005)
- 12. Januar: Hans Georg Koch, deutscher Komponist († 2005)
- 13. Januar: Frankie Armstrong, britische Folksängerin, Liedermacherin und Autorin
- 15. Januar: Claude Perrottet, Schweizer Tänzer, Choreograf und Tanzpädagoge († 2001)
- 16. Januar: Ewa Demarczyk, polnische Sängerin und Schauspielerin († 2020)
- 18. Januar: Bobby Goldsboro, US-amerikanischer Musiker und Musikproduzent
- 18. Januar: David Ruffin, US-amerikanischer Gospel- und Soulsänger († 1991)
- 20. Januar: Walter Branchi, italienischer Komponist und Interpret elektronischer Musik

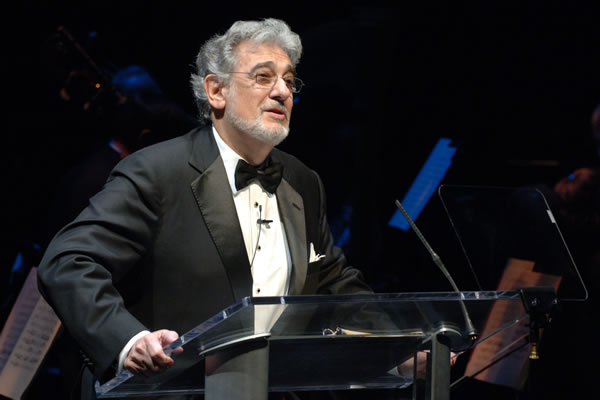
Plácido Domingo; * 21. Januar

- 21. Januar: Plácido Domingo, spanischer Opern-Sänger (Tenor)
- 21. Januar: Richie Havens, US-amerikanischer Folk-Sänger und Musiker († 2013)
- 22. Januar: Nancy Priddy, US-amerikanische Sängerin und Schauspielerin
- 23. Januar: Elias Davidsson, isländischer Komponist († 2022)
- 24. Januar: Michael Chapman, britischer Gitarrist († 2021)

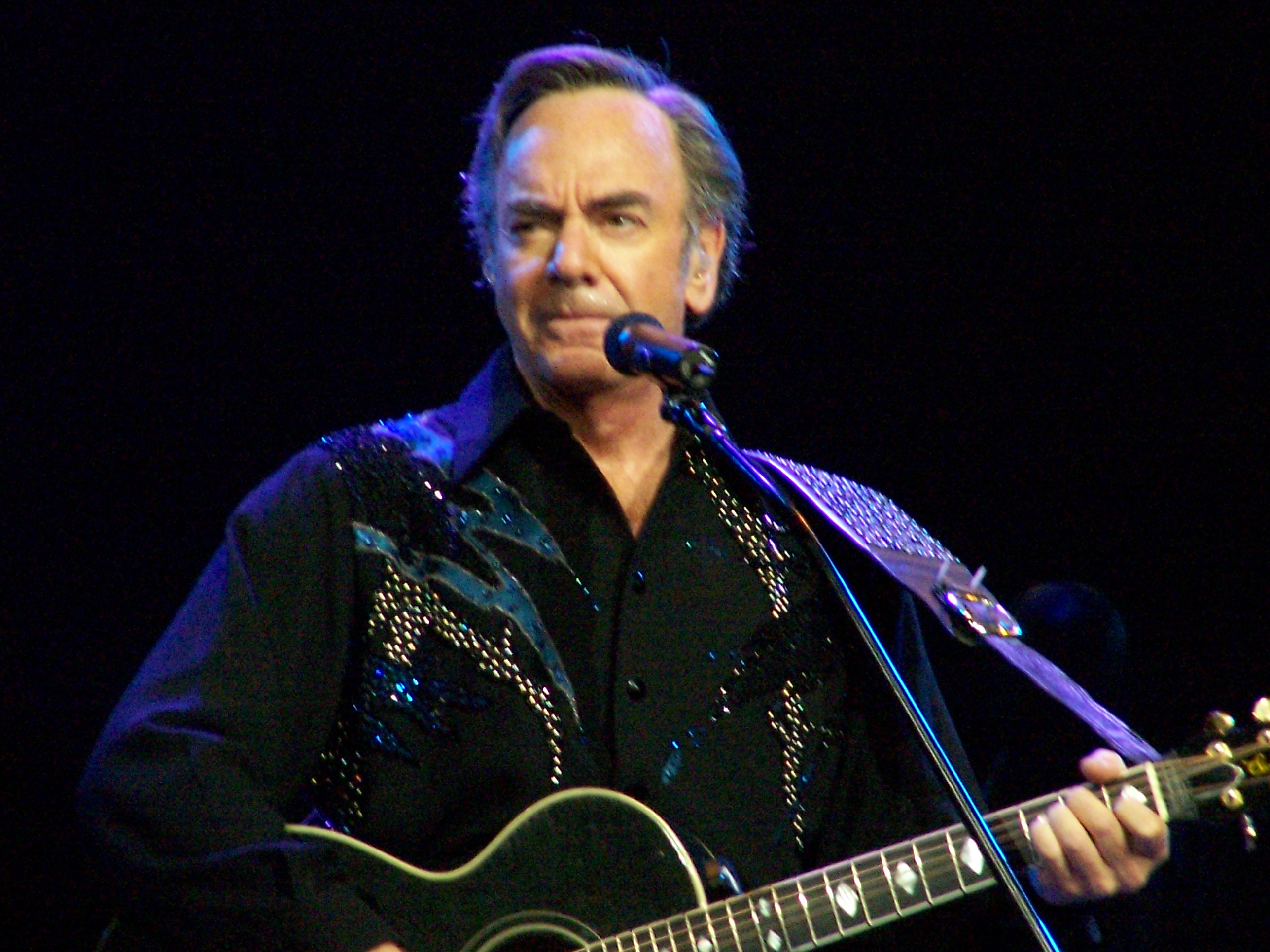
Neil Diamond; * 24. Januar

- 24. Januar: Neil Diamond, US-amerikanischer Sänger und Liedermacher
- 27. Januar: Bobby Hutcherson, US-amerikanischer Jazz-Vibraphonist, Xylophon- und Marimbaspieler († 2016)
- 28. Januar: King Tubby, jamaikanischer Toningenieur und Reggae-Musiker († 1989)

### Februar
- 02. Februar: Serge Tcherepnin, US-amerikanischer Komponist
- 04. Februar: Edina Pop, deutsch-ungarische Schlagersängerin
- 05. Februar: Barrett Strong, US-amerikanischer Songwriter und Sänger († 2023)
- 07. Februar: Rosemarie Ambé, deutsche Schlagersängerin und Fernsehmoderatorin († 2014)
- 10. Februar: Ray Miller, deutscher Schlagersänger († 2024)
- 11. Februar: Sérgio Mendes, brasilianischer Pianist und Arrangeur († 2024)
- 12. Februar: Bruno Lawrence, britischer Musiker und Schauspieler († 1995)
- 13. Februar: Claude Ranger, kanadischer Jazzmusiker
- 13. Februar: Samuel Rhodes, US-amerikanischer Bratschist, Komponist und Musikpädagoge
- 14. Februar: Big Jim Sullivan, britischer Gitarrist († 2012)
- 16. Februar: Eleonore Witoszynskyj, österreichische Rhythmikerin und Instrumentalpädagogin
- 18. Februar: Lajos Dudas, deutsch-ungarischer Jazz-Klarinettist und Komponist
- 19. Februar: Carlos Roqué Alsina, argentinischer Komponist († 2023)

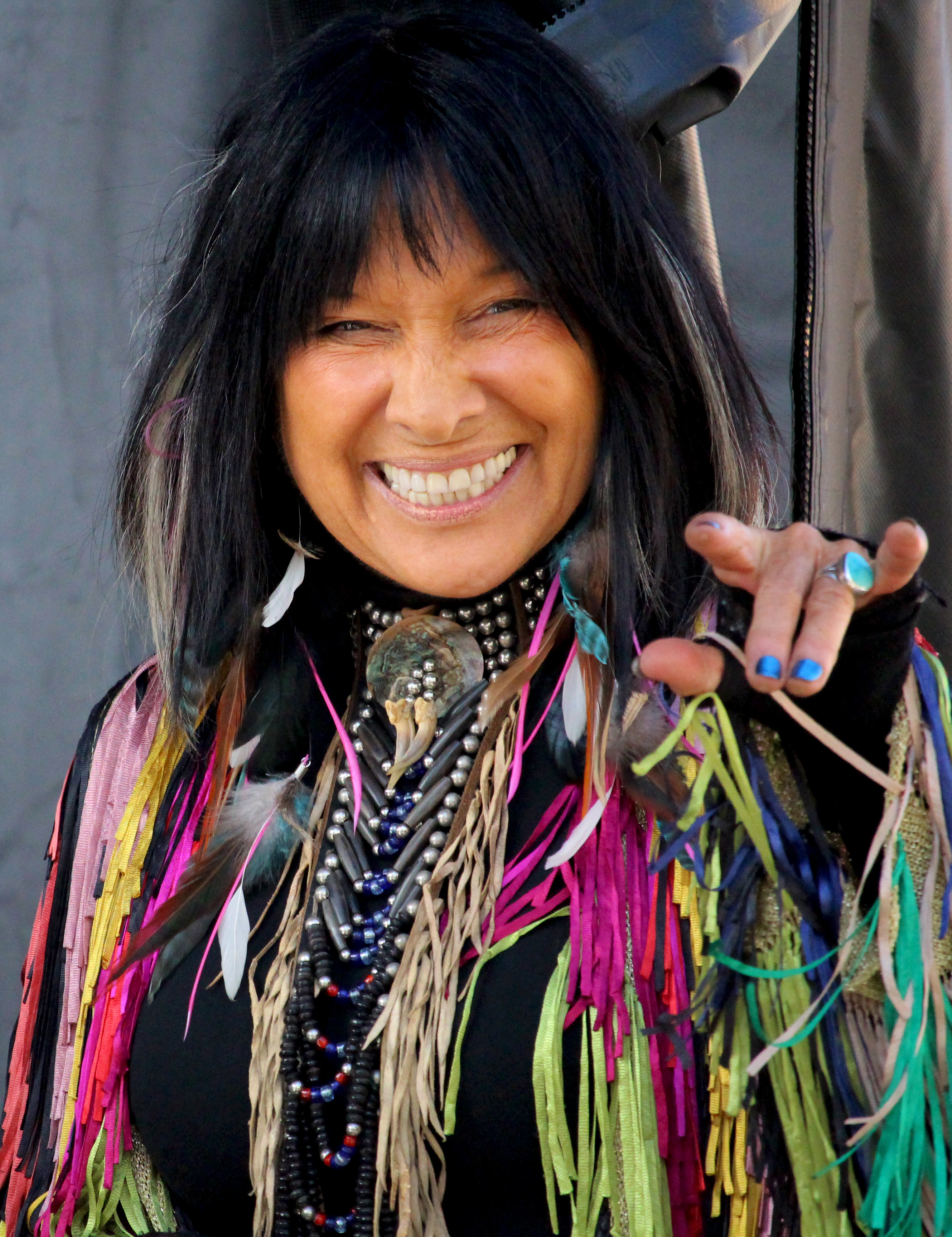
Buffy Sainte-Marie; * 20. Februar

- 20. Februar: Buffy Sainte-Marie, kanadische Musikerin, Komponistin und Darstellende Künstlerin
- 23. Februar: Barry Martyn, britischer Jazzmusiker (Schlagzeug) und Musikproduzent († 2023)
- 23. Februar: Jacques Simard, kanadischer Oboist († 2009)
- 25. Februar: Sandy Bull, US-amerikanischer Musiker († 2001)
- 00. Februar: Tony Williams, britischer Musikproduzent († 2021)

### März
- 02. März: Philippe Carles, französischer Jazzjournalist und -autor († 2023)
- 02. März: Karl-Heinz Zarius, deutscher Musikpädagoge und Komponist
- 04. März: David Darling, US-amerikanischer Musiker († 2021)

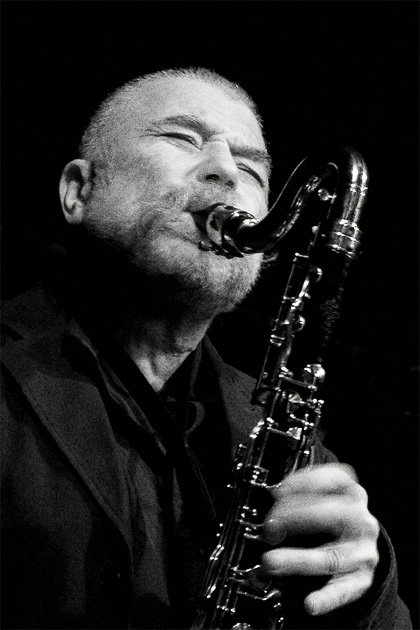
Peter Brötzmann; * 6. März

- 06. März: Peter Brötzmann, deutscher Jazzmusiker († 2023)
- 06. März: Dieter Rexroth, deutscher Musikwissenschaftler und Dramaturg († 2024)
- 08. März: Ivana Loudová, tschechische Komponistin († 2017)
- 10. März: Michael Zimmermann, deutscher Musikwissenschaftler († 1994)
- 12. März: Erkki Salmenhaara, finnischer Komponist und Musikwissenschaftler († 2002)
- 13. März: Lee Moses, US-amerikanischer R&B- und Soulsänger († 1998)
- 14. März: Jürgen Knieper, deutscher Komponist von Filmmusik
- 15. März: Mike Love, amerikanischer Musiker
- 17. März: Paul Kantner, US-amerikanischer Rockmusiker († 2016)
- 18. März: Wilson Pickett, US-amerikanischer Soul-Sänger († 2006)
- 19. März: Bruno Leonardo Gelber, argentinischer Pianist
- 23. März: Ludwig Musil, österreichischer Tänzer
- 24. März: Wolfgang Bruneder, österreichischer Musikpädagoge († 2022)
- 28. März: Alf Clausen, US-amerikanischer Komponist († 2025)
- 28. März: Zsuzsanna Sirokay, ungarische Pianistin
- 29. März: Meta de Vries, niederländischer Hörfunkmoderatorin und Sängerin († 2011)
- 30. März: Tee Holman, US-amerikanischer R&B- und Jazzmusiker (Schlagzeug) († 2009)

### April
- 03. April: Joel Krosnick, US-amerikanischer Cellist, Kammermusiker und Musikpädagoge († 2025)
- 03. April: Roland W., deutscher Schlagersänger († 2009)
- 05. April: Dave Swarbrick, britischer Violinist († 2016)

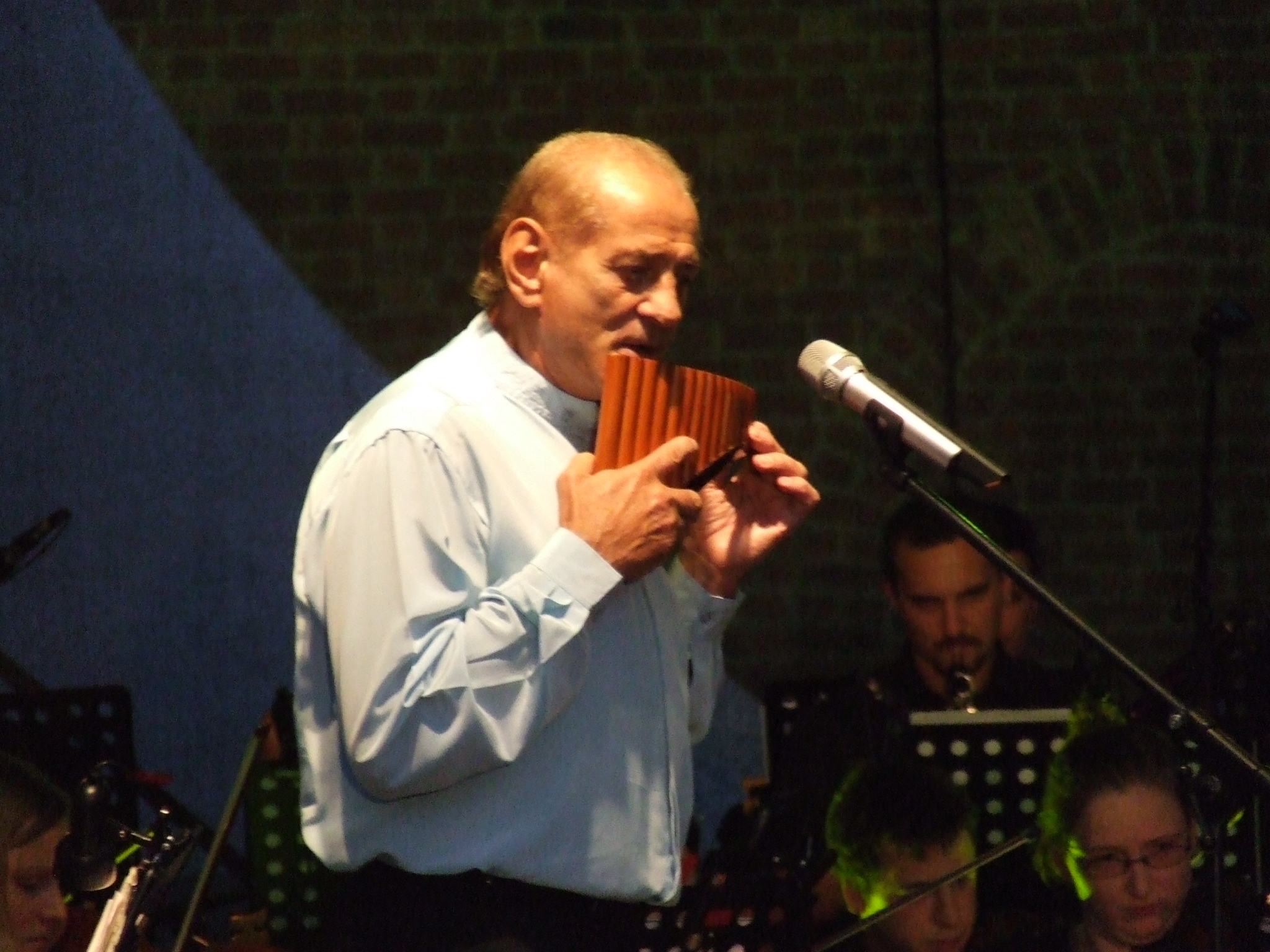
Gheorghe Zamfir; * 6. April

- 06. April: Gheorghe Zamfir, rumänischer Panflöten-Virtuose
- 07. April: Matthias Winckelmann, deutscher Jazzproduzent und Labelbetreiber († 2022)
- 15. April: Roland Astor, österreichischer Schauspieler, Musicaldarsteller, Hörspielsprecher und Synchronsprecher
- 15. April: Xavier Elies i Gibert, katalanischer Liedermacher und Sänger († 2010)
- 17. April: Adolphus Hailstork, US-amerikanischer Komponist und Musikpädagoge
- 19. April: Leopoldo Igarza, venezolanischer Komponist, Gitarrist und Musikpädagoge
- 19. April: Klaus Quirini, deutscher Sachverständiger für Musikrecht und Discjockey († 2023)
- 20. April: Paul Frey, kanadischer Opernsänger (Tenor)
- 21. April: Pee Wee Ellis, US-amerikanischer Jazz-Saxophonist, Komponist und Arrangeur († 2021)
- 21. April: Harry Miller, südafrikanischer Jazzbassist († 1983)
- 23. April: Jacqueline Boyer, französische Chanson- und Schlagersängerin
- 24. April: John Christopher Williams, australischer Gitarrist
- 25. April: Rudolf Růžička, tschechischer Komponist
- 26. April: John Mitchell, US-amerikanischer Komponist der New Classical Music (Neue Klassik)
- 27. April: Friedrich Goldmann, deutscher Komponist und Dirigent († 2009)
- 28. April: Mike Renzi, US-amerikanischer Jazzmusiker († 2021)
- 29. April: Nana Caymmi, brasilianische Sängerin († 2025)
- 30. April: Luis Antonio García Navarro, spanischer Dirigent († 2001)

### Mai
- 02. Mai: Eddy Louiss, französischer Jazzpianist und -organist († 2015)
- 04. Mai: David LaFlamme, US-amerikanischer Rockgeiger († 2023)
- 05. Mai: Romuald Figuier, französischer Sänger
- 06. Mai: Gena Dimitrowa, bulgarische Opernsängerin († 2005)

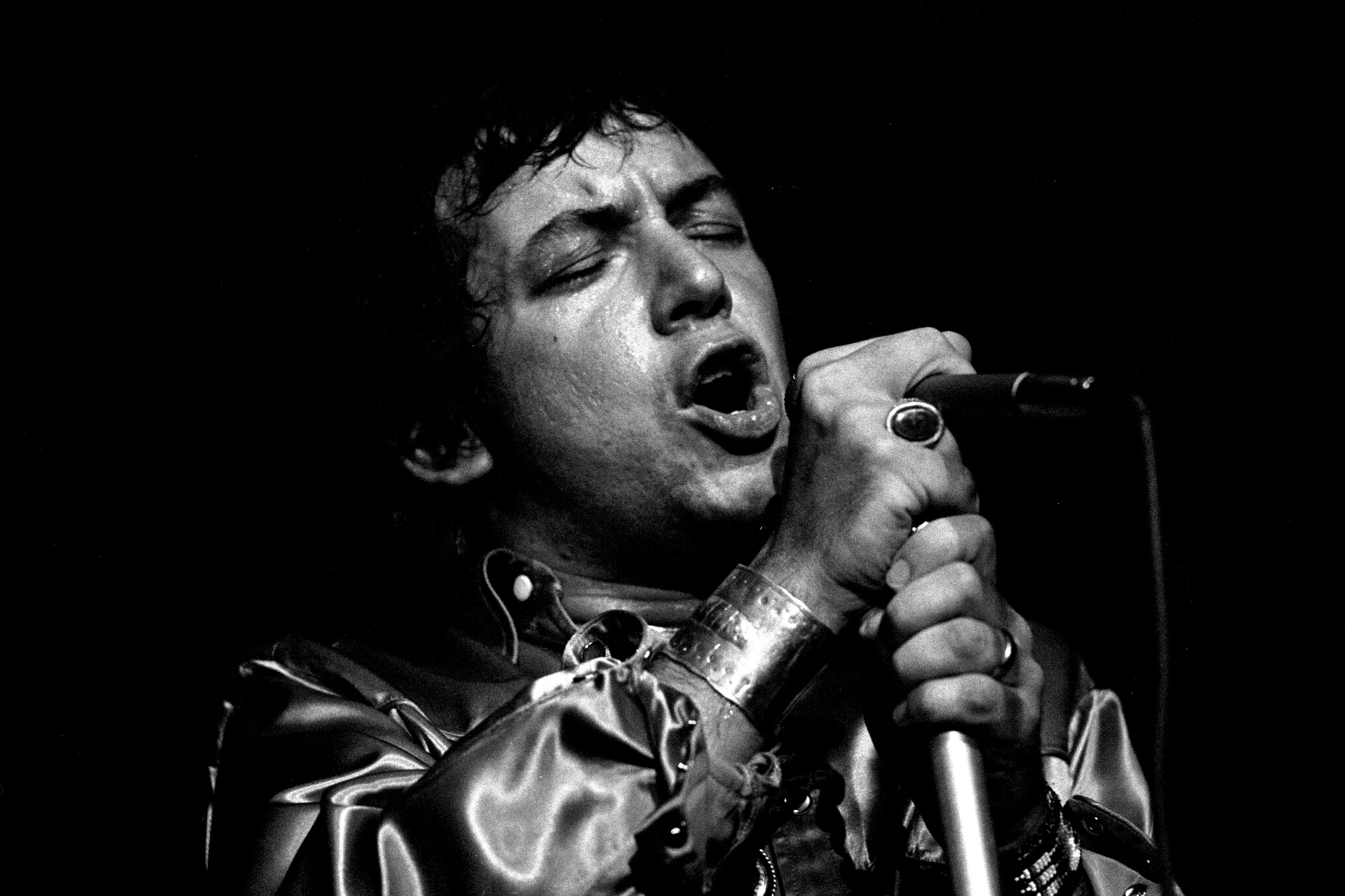
Eric Burdon; * 11. Mai

- 11. Mai: Eric Burdon, britischer Rocksänger (The Animals)
- 12. Mai: Trevor Tomkins, britischer Schlagzeuger des Modern und des Fusion Jazz († 2022)
- 13. Mai: Senta Berger, österreichisch-deutsche Schauspielerin, Filmproduzentin und ehemalige Schlager- und Chansonsängerin
- 13. Mai: Joe Brown, britischer Musiker
- 13. Mai: Imca Marina, niederländische Sängerin
- 13. Mai: Ritchie Valens, US-amerikanischer Rock-’n’-Roll-Musiker († 1959)
- 16. Mai: Eileen, US-amerikanische Sängerin und Songwriterin
- 17. Mai: John Wyre, kanadischer Perkussionist, Komponist und Musikpädagoge († 2006)
- 19. Mai: John Fletcher, britischer Musiker († 1987)
- 21. Mai: Lise Boucher, kanadische Pianistin und Musikpädagogin
- 21. Mai: Martin Carthy, britischer Folksänger, -gitarrist und Mandolinenspieler
- 22. Mai: Emmett Wright, US-amerikanischer Jazzmusiker († 2024)
- 23. Mai: Otto Andrae, schweizerischer Trompeten- und Posaunenspieler († 2021)
- 23. Mai: Roderik de Man, niederländischer Komponist

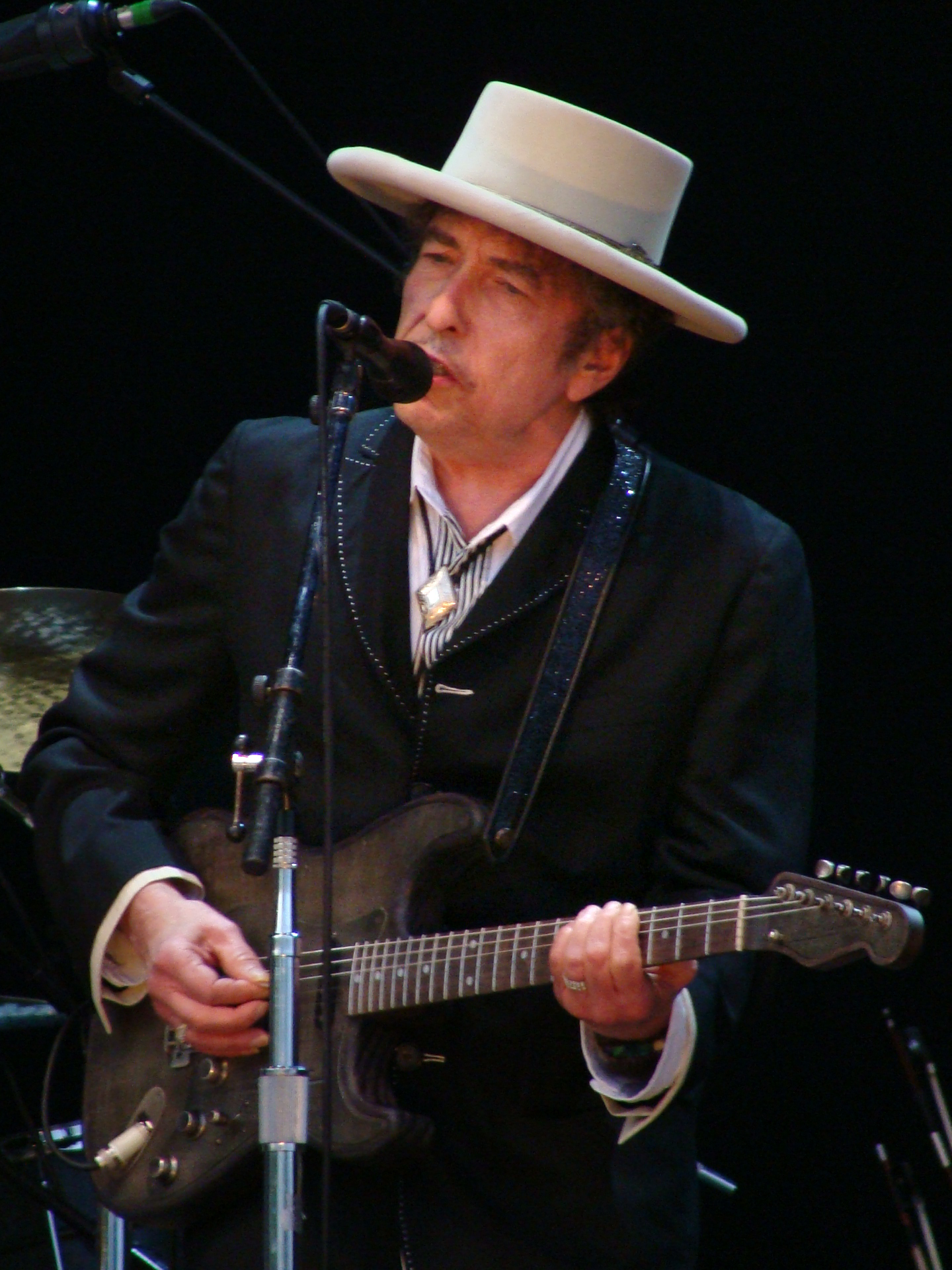
Bob Dylan; * 24. Mai

- 24. Mai: Bob Dylan, US-amerikanischer Folk- und Rockmusiker, Literaturnobelpreisträger
- 29. Mai: David McHugh, US-amerikanischer Komponist

### Juni
- 02. Juni: Irène Schweizer, schweizerische Pianistin und Schlagzeugerin († 2024)

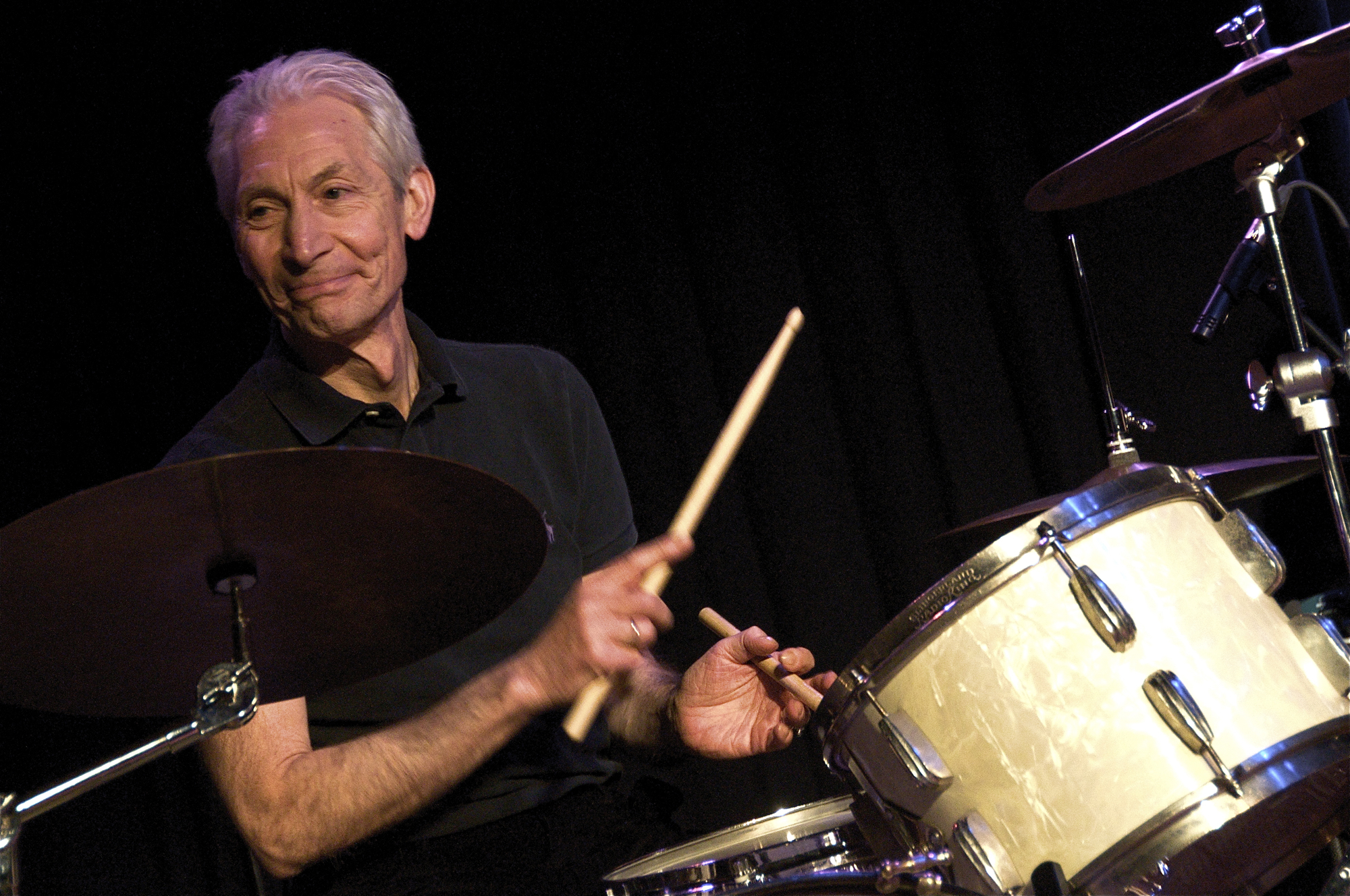
Charlie Watts; * 2. Juni

- 02. Juni: Charlie Watts, britischer Schlagzeuger, Mitglied der Rolling Stones († 2021)
- 04. Juni: Linda Martell, US-amerikanische Country-Sängerin

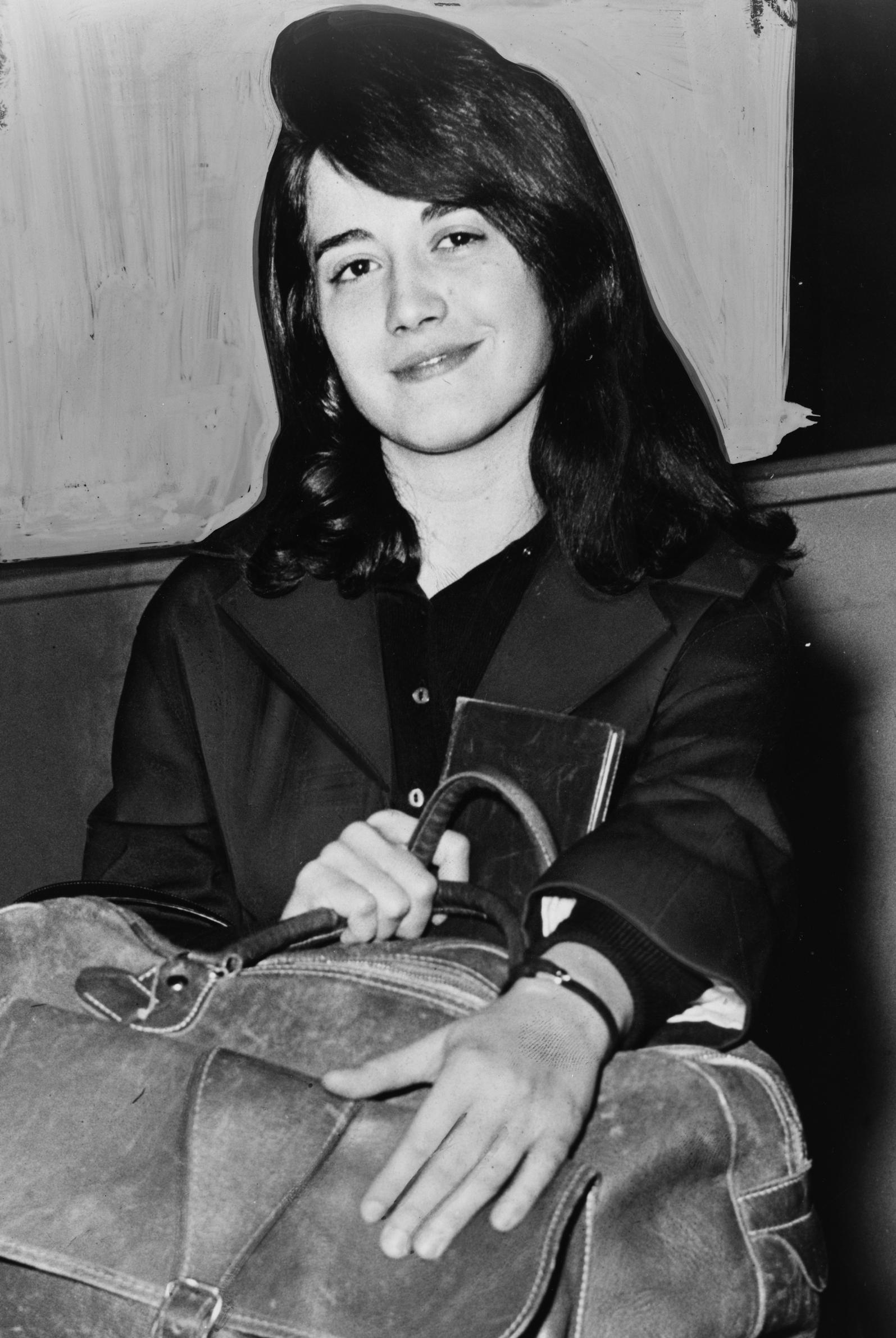
Martha Argerich; * 5. Juni

- 05. Juni: Martha Argerich, argentinische Pianistin
- 05. Juni: Werner Böhm, deutscher Sänger († 2020)
- 07. Juni: Larry Donn, US-amerikanischer Rockabilly-Musiker († 2012)
- 08. Juni: Arnold Werner-Jensen, deutscher Musiker und Musikpädagoge, Musikwissenschaftler, Hochschullehrer und Autor
- 09. Juni: Jon Lord, britischer Musiker († 2012)
- 11. Juni: Vitorino Salomé, portugiesischer Sänger und Komponist
- 12. Juni: Chick Corea, US-amerikanischer Jazz-Pianist und Komponist († 2021)
- 12. Juni: Sid Kucera, Schweizer Jazzmusiker († 2025)
- 12. Juni: Roy Harper, britischer Musiker
- 13. Juni: Esther Ofarim, israelische Schauspielerin und Sängerin
- 13. Juni: Grazia Salvatori, italienische Komponistin und Organistin
- 14. Juni: Blues Queen Sylvia, US-amerikanische Bluesmusikerin († 1992)
- 16. Juni: Lamont Dozier, US-amerikanischer Songwriter und Musikproduzent († 2022)
- 18. Juni: Norman Ascot, deutscher Sänger
- 21. Juni: Harald Vogel, deutscher Organist
- 22. Juni: Widmar Hader, deutscher Komponist († 2023)
- 24. Juni: Erkin Koray, türkischer Sänger († 2023)
- 25. Juni: Alby Cullaz, französischer Jazz-Kontrabassist († 1998)
- 25. Juni: Floyd Mutrux, US-amerikanischer Schauspieler, Drehbuchautor, Musicalautor, Regisseur und Filmproduzent
- 26. Juni: Wayne Dockery, US-amerikanischer Jazzbassist († 2018)
- 27. Juni: Jacques Michel, kanadischer Singer-Songwriter und Gitarrist

### Juli
- 01. Juli: Twyla Tharp, US-amerikanische Choreografin und Ballettmeisterin
- 02. Juli: Wolfgang Schulz, deutscher Liedermacher († 1992)
- 02. Juli: Stéphane Venne, kanadischer Singer-Songwriter, Arrangeur und Plattenproduzent († 2025)
- 04. Juli: Ansgar Janke, deutscher Pianist und Hochschullehrer († 2005)
- 05. Juli: Leon Dubinsky, kanadischer Schauspieler, Theaterregisseur, Musiker und Komponist († 2023)
- 05. Juli: Margot Hellwig, deutsche Sängerin volkstümlicher Musik
- 10. Juli: Tony Haynes, britischer Jazzmusiker (Piano, Posaune, Komposition, Dirigat) († 2024)
- 12. Juli: Eddy Bell (auch als Eddy Blazonczyk bekannt), US-amerikanischer Rock’n’Roll- und Polka-Musiker († 2012)
- 15. Juli: Geoffrey Burgon, britischer Komponist von Ballett- und Filmmusik († 2010)
- 16. Juli: Desmond Dekker, jamaikanischer Ska-Sänger und Komponist († 2006)
- 18. Juli: Frank Farian, deutscher Musikproduzent, Komponist und Sänger († 2024)
- 18. Juli: Pete Yellin, US-amerikanischer Jazzmusiker († 2016)
- 19. Juli: Abel Córdoba, argentinischer Tangosänger
- 19. Juli: Édith Lejet, französische Komponistin († 2024)
- 19. Juli: Palmenia Pizarro, chilenische Sängerin
- 20. Juli: Esther Nyffenegger, Schweizer Violoncellistin, Pianistin und Musikpädagogin
- 25. Juli: Manny Charlton, spanischer Rock-Gitarrist († 2022)
- 26. Juli: Brenton Wood, US-amerikanischer Sänger und Songwriter († 2025)
- 27. Juli: Johannes Fritsch, deutscher Komponist († 2010)
- 28. Juli: Riccardo Muti, italienischer Dirigent

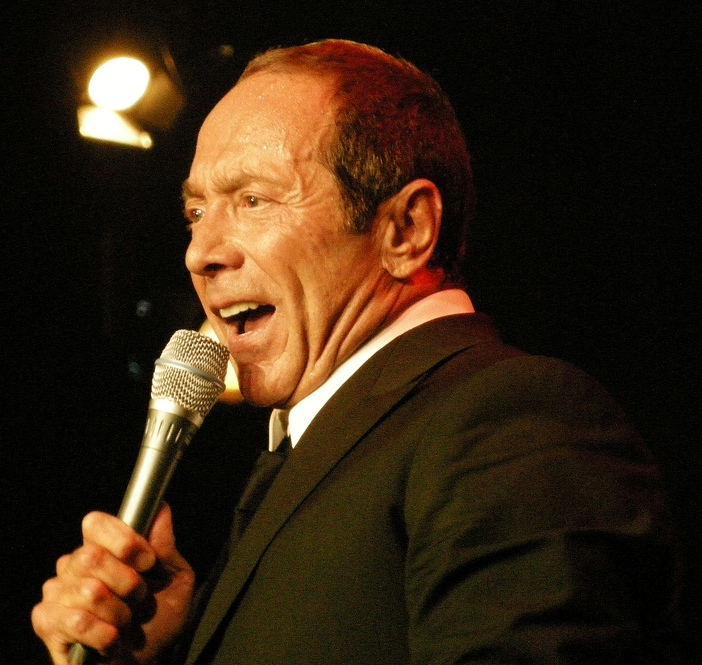
Paul Anka; * 30. Juli

- 30. Juli: Paul Anka, kanadischer Sänger
- 30. Juli: Jean-Louis Comolli, französischer Filmregisseur, Filmkritiker und Jazzautor († 2022)
- 30. Juli: Rosinha de Valença, brasilianische Gitarristin, Sängerin und Komponistin († 2004)
- 31. Juli: Frøydis Ree Wekre, norwegische Hornistin und Professorin

### August
- 01. August: Jordi Savall, spanischer Musikwissenschaftler und Gambist
- 02. August: Hannelore Bode, deutsche Opernsängerin
- 02. August: Bob Lanese, US-amerikanischer Trompeter († 2024)
- 03. August: Rudy Balliu, belgischer Jazzmusiker (Klarinette)
- 04. August: Adolf Nowak, deutscher Musikwissenschaftler und Hochschullehrer
- 05. August: Airto Guimorv Moreira, brasilianischer Jazz-Percussionist
- 06. August: Svein Christiansen, norwegischer Jazzmusiker (Schlagzeug) († 2015)
- 07. August: Wolfgang Bretschneider, deutscher Organist und Musik- und Liturgiewissenschaftler († 2021)
- 07. August: Howard Johnson, US-amerikanischer Baritonsaxophonist, Tubaspieler, Komponist und Arrangeur († 2021)
- 08. August: Hubert Schoonbroodt, belgischer Organist, Oboist, Dirigent und Chorleiter († 1992)
- 10. August: Lawrence Casserley, englischer Komponist, Improvisationsmusiker und Musikpädagoge
- 11. August: John Simon, US-amerikanischer Rockmusikproduzent
- 13. August: Dante Grela, argentinischer Komponist und Musikpädagoge
- 13. August: Peter Slawow, bulgarischer Jazz- und Rockmusiker (Schlagzeuger) († 2008)
- 14. August: David Crosby, US-amerikanischer Gitarrist, Sänger und Songwriter († 2023)
- 15. August: Aref Arefkia, persischer Sänger
- 20. August: Milford Graves, US-amerikanischer Jazzmusiker († 2021)
- 21. August: György Vukán, ungarischer Komponist, Pianist und Jazzmusiker († 2013)
- 22. August: Klaus-Peter Sattler, österreichischer Komponist
- 23. August: Renato Anselmi, Schweizer Jazzmusiker
- 23. August: Ray Appleton, US-amerikanischer Jazz-Schlagzeuger und Perkussionist († 2015)
- 23. August: Manuel Delaflor, mexikanischer klassischer Pianist und Komponist
- 23. August: Lotti Krekel, deutsche Schauspielerin und Sängerin († 2023)
- 23. August: Bunny Lee, jamaikanischer Musiker († 2020)
- 23. August: Rocky Roberts, amerikanisch-italienischer Sänger († 2005)
- 24. August: María Garay, argentinische Tangosängerin
- 25. August: Marshall Brickman, US-amerikanischer Drehbuchautor, Filmregisseur und Musiker († 2024)
- 26. August: Chris Curtis, englischer Schlagzeuger und Sänger († 2005)
- 26. August: Raúl Jaurena, uruguayischer Tangomusiker, Bandoneon-Spieler und Komponist († 2021)
- 26. August: Gwendolyn Killebrew, US-amerikanische Altistin und Mezzosopranistin († 2021)

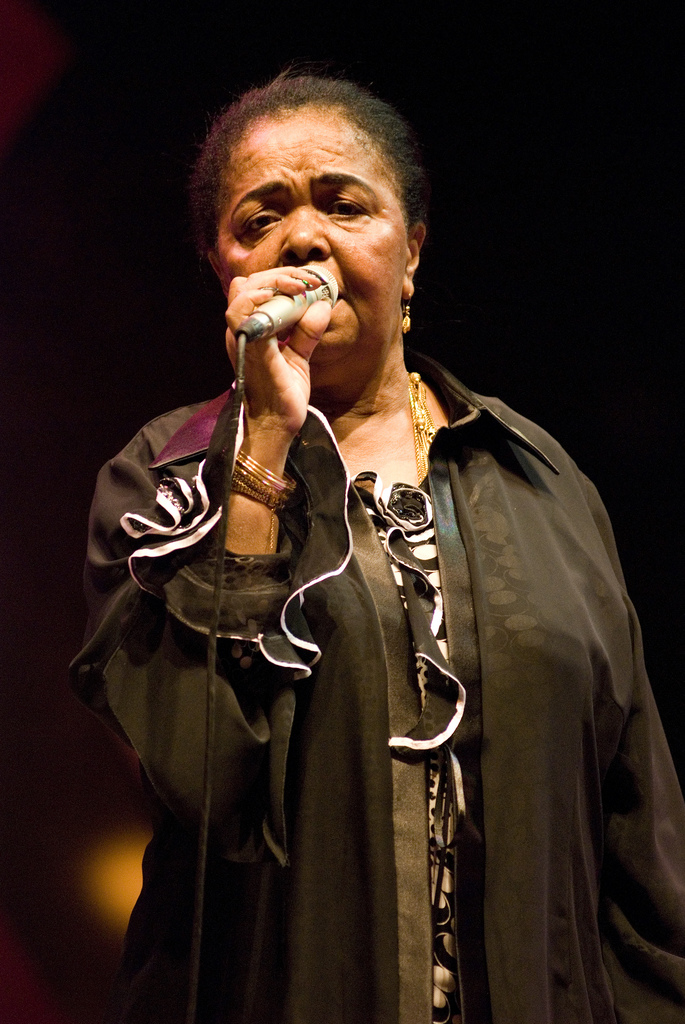
Cesária Évora; * 27. August

- 27. August: Cesária Évora, kapverdische Sängerin († 2011)
- 28. August: John Stanley Marshall, britischer Schlagzeuger († 2023)
- 28. August: Paul Plishka, US-amerikanischer Opernsänger († 2025)

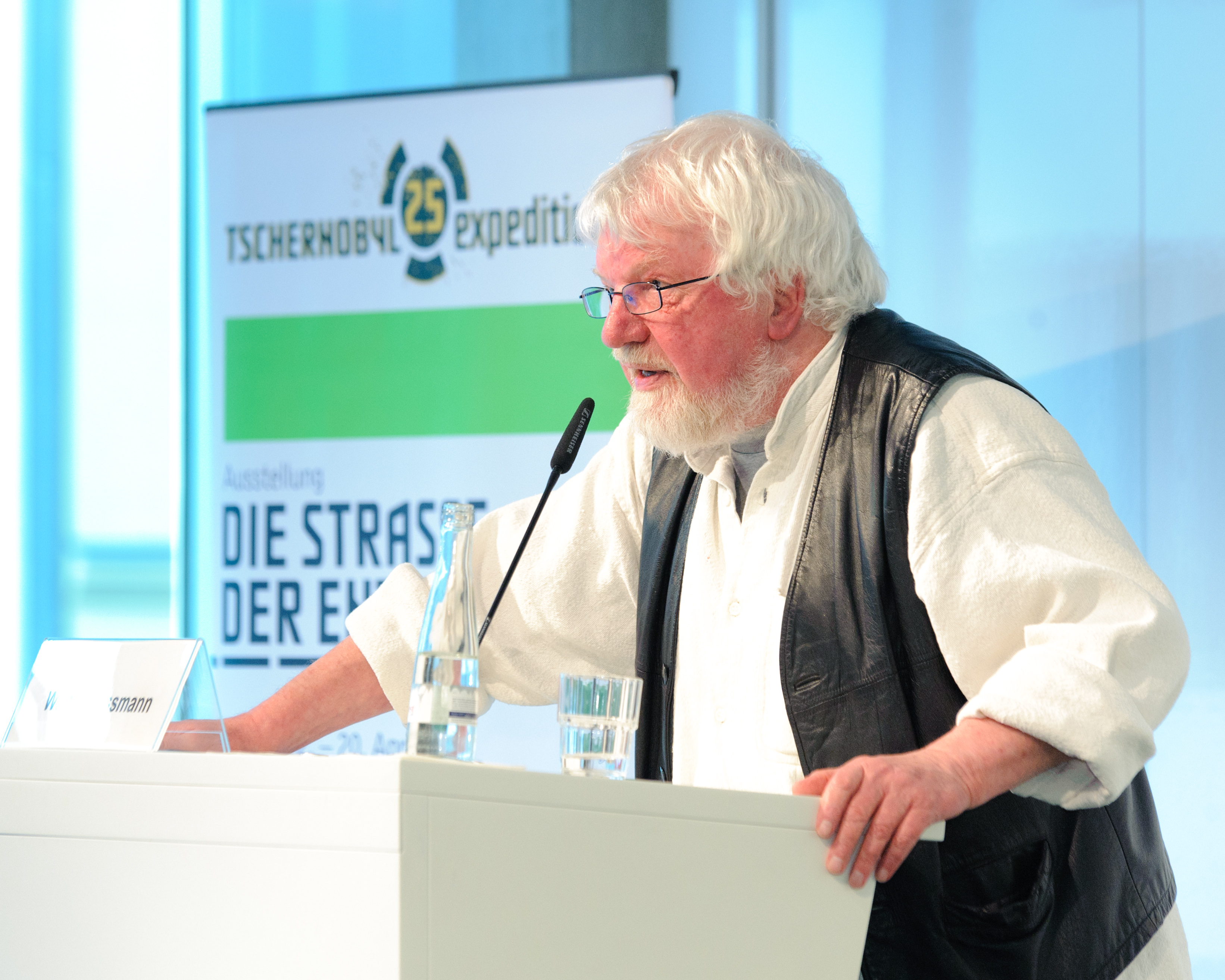
Walter Mossmann; * 31. August

- 31. August: Walter Mossmann, deutscher Liedermacher († 2015)

### September
- 01. September: David Lidov, US-amerikanischer Komponist, Hochschullehrer und Musiktheoretiker
- 04. September: Gustav Cartellieri, deutscher Orgelbauer († 2010)
- 04. September: Hebe Dijkstra, niederländische Opernsängerin
- 04. September: Felipe Pirela, venezolanischer Sänger († 1972)
- 05. September: Elliot Mazer, US-amerikanischer Toningenieur und Musikproduzent († 2021)
- 06. September: Karol Bermúdez, kolumbianischer Pianist
- 06. September: Micky Waller, britischer Rockmusiker, Schlagzeuger († 2008)
- 07. September: Gerhard Augustin, deutscher DJ, Musikproduzent und Autor († 2021)
- 08. September: Konrad Körner, deutscher Jazzmusiker und Hochschullehrer
- 09. September: Otis Redding, US-amerikanischer Soul-Sänger († 1967)
- 10. September: Christopher Hogwood, britischer Dirigent und Cembalist († 2014)
- 13. September: David Clayton-Thomas, kanadischer Musiker

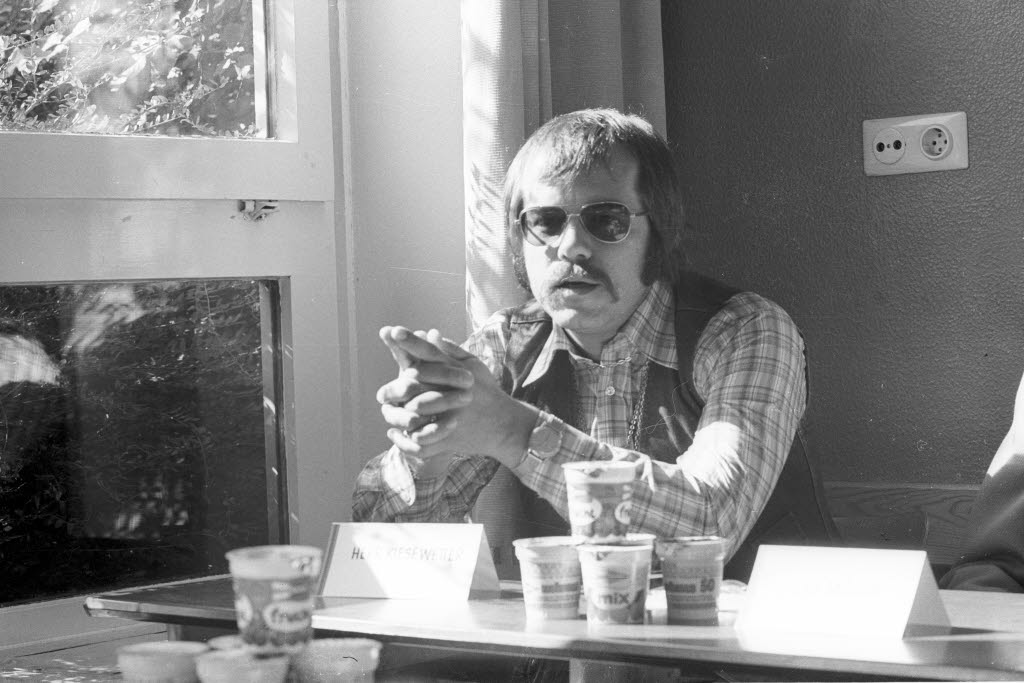
Knut Kiesewetter; * 13. September

- 13. September: Knut Kiesewetter, deutscher Sänger, Liedermacher und Posaunist († 2016)
- 13. September: Rose Kirn, deutsche Organistin, Kirchenmusikerin und Hochschullehrerin († 2022)
- 14. September: Alberto Naranjo, venezolanischer Musiker und Komponist († 2020)
- 15. September: Signe Toly Anderson, US-amerikanische Sängerin, Gründungsmitglied der Rockband Jefferson Airplane († 2016)
- 19. September: Cass Elliot, US-amerikanische Sängerin und Mitglied der Band The Mamas and the Papas († 1974)
- 19. September: Peter Hinnen, Schweizer Jodler und Schlagersänger
- 19. September: Peter Horton, österreichischer Gitarrist, Liedermacher, Fernsehmoderator und Schriftsteller († 2023)
- 21. September: Lykourgos A. Angelopoulos, griechischer Kirchenmusiker, Musikwissenschaftler und Chorleiter († 2014)
- 21. September: Núria Feliu i Mestres, katalanische Sängerin und Schauspielerin
- 21. September: Roberto Szidon, brasilianischer Pianist († 2011)
- 22. September: Catherine Ribeiro, französische Chanson- und Folkrock-Sängerin († 2024)
- 23. September: Sofia Vicoveanca, Sängerin rumänischer Volksmusik und Schauspielerin
- 23. September: Norma Winstone, britische Jazzsängerin
- 24. September: Black Stalin, trinidadischer Calypsosänger und -songwriter († 2022)
- 25. September: Hayati Kafe, schwedischer Jazz- und Unterhaltungsmusiker (Gesang)
- 26. September: Salvatore Accardo, italienischer Violinist und Dirigent
- 26. September: David Frizzell, US-amerikanischer Country-Sänger
- 26. September: Fiede Kay, Sänger und Liedermacher plattdeutscher Lieder († 2005)
- 28. September: Nero Brandenburg, deutscher Moderator, Sänger, Entertainer, Schauspieler und Drehbuchautor († 2022)
- 29. September: Malcolm Griffiths, britischer Jazzmusiker († 2021)

### Oktober
- 02. Oktober: Jean Vallée, belgischer Sänger († 2014)
- 03. Oktober: Chubby Checker, US-amerikanischer Rock-’n’-Roll-Sänger
- 03. Oktober: Geoffrey Douglas Madge, australischer Pianist, Komponist und Musikpädagoge
- 04. Oktober: Robert Wilson, US-amerikanischer Regisseur, Theaterautor, Maler, Lichtdesigner, Bühnenbildner, Videokünstler und Architekt († 2025)
- 11. Oktober: Lester Bowie, Jazz-Trompeter, Bandleader und Komponist († 1999)
- 13. Oktober: Neil Aspinall, britischer Roadmanager und Assistent der Beatles († 2008)
- 13. Oktober: Susi Dorée, deutsche Schlagersängerin († 2022)
- 13. Oktober: Peter Kschentz, deutscher Musiker der DDR-Rockband Klaus Renft Combo († 2005)

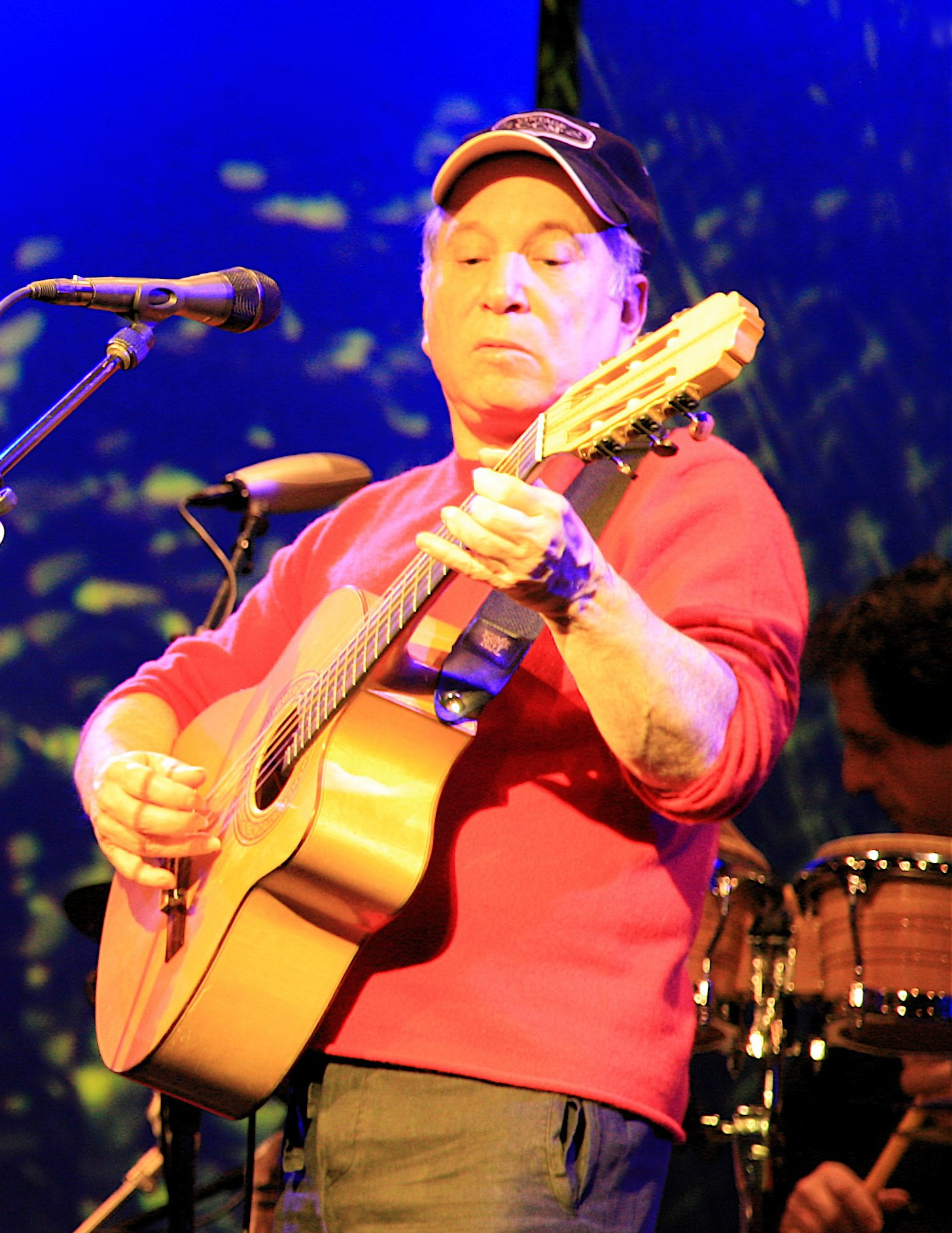
Paul Simon; * 13. Oktober

- 13. Oktober: Paul Simon, US-amerikanischer Musiker
- 18. Oktober: Billy Cox, US-amerikanischer Bassist
- 19. Oktober: Eddie Daniels, US-amerikanischer Jazzklarinettist und -saxophonist
- 21. Oktober: Steve Cropper, US-amerikanischer Gitarrist, Produzent und Songwriter
- 23. Oktober: Anđelka Bego-Šimunić, jugoslawische bzw. bosnische Komponistin und Hochschullehrerin kroatischer Herkunft († 2022)
- 23. Oktober: Lawrence Foster, US-amerikanischer Dirigent
- 24. Oktober: Sally Daley, US-amerikanische Komponistin, Organistin und Kirchenmusikerin
- 28. Oktober: Hank Marvin, englischer Gitarrist und Songwriter
- 31. Oktober: Bruce Bromberg, US-amerikanischer Musikproduzent und Songwriter († 2021)

### November
- 02. November: Bruce Welch, britischer Gitarrist, Songwriter, Produzent und Sänger
- 03. November: Hans Martin Corrinth, deutscher Kirchenmusiker, Komponist und Hochschullehrer († 2022)
- 03. November: Brian Poole, britischer Popsänger
- 03. November: Bálint András Varga, ungarischer Publizist und Schriftsteller († 2019)

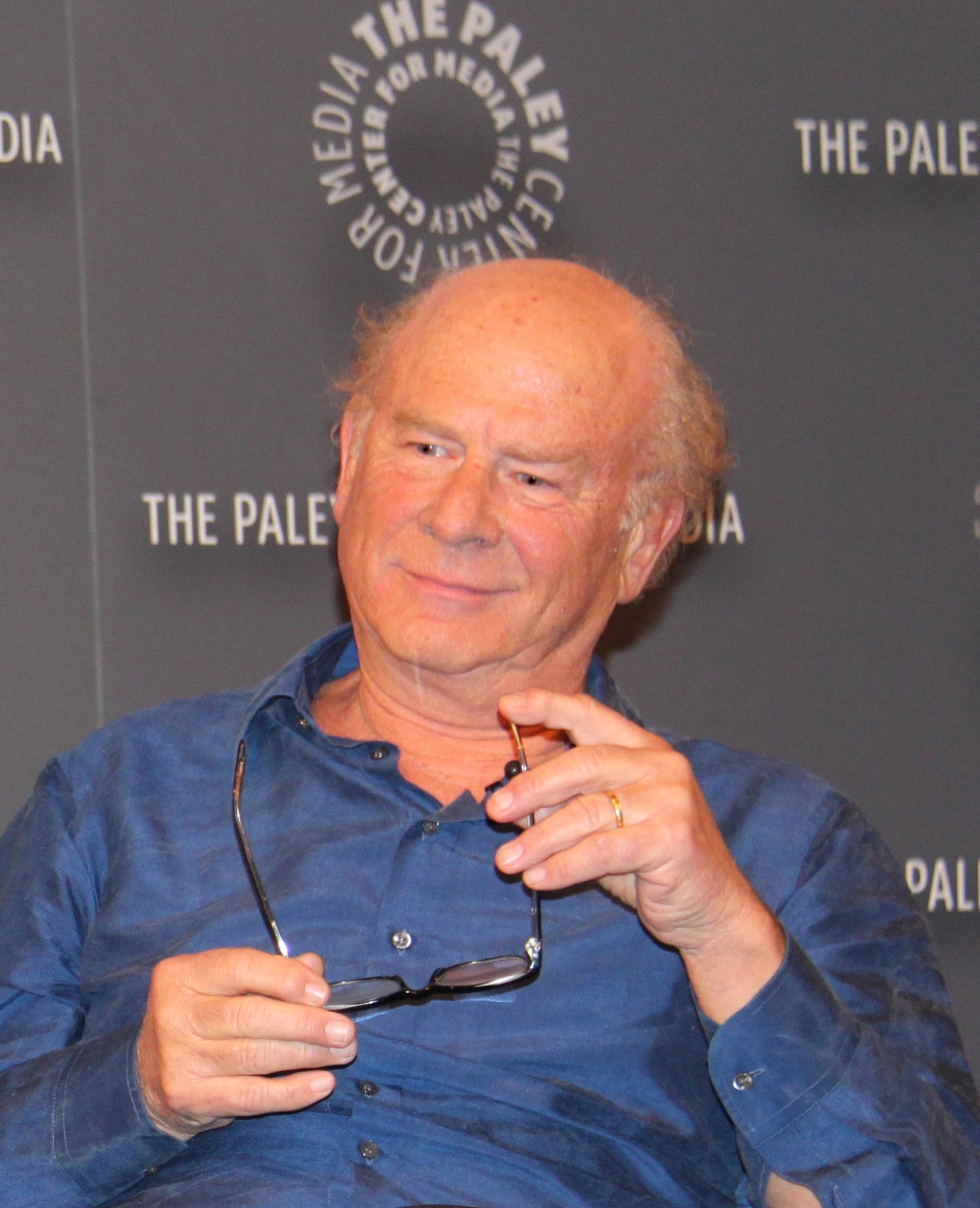
Art Garfunkel; * 5. November

- 05. November: Art Garfunkel, US-amerikanischer Sänger
- 06. November: James Bowman, britischer Opernsänger († 2023)
- 06. November: Hannelore Bey, deutsche Tänzerin
- 06. November: Douglas Wayne Sahm, US-amerikanischer Country-, Blues- und Rockmusiker († 1999)
- 07. November: Gary Windo, britischer Saxophonist († 1992)
- 08. November: Volker Lutz, deutscher Chorleiter, Dirigent, Organist, Kirchenmusikdirektor und Hochschullehrer († 2020)

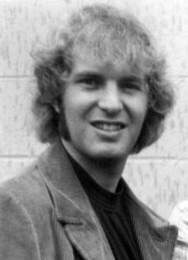
Tom Fogerty; * 9. November

- 09. November: Tom Fogerty, US-amerikanischer Musiker und Gitarrist († 1990)
- 10. November: Graham Clark, britischer Opernsänger († 2023)
- 12. November: Rainer Riehn, deutscher Komponist und Dirigent († 2015)
- 14. November: Dieter Kühr, deutscher Pädagoge und Klarinettist
- 15. November: Jim Dickinson, US-amerikanischer Musikproduzent, Musiker, Sänger und Songwriter († 2009)
- 20. November: Dr. John, US-amerikanischer Musiker und Produzent († 2019)

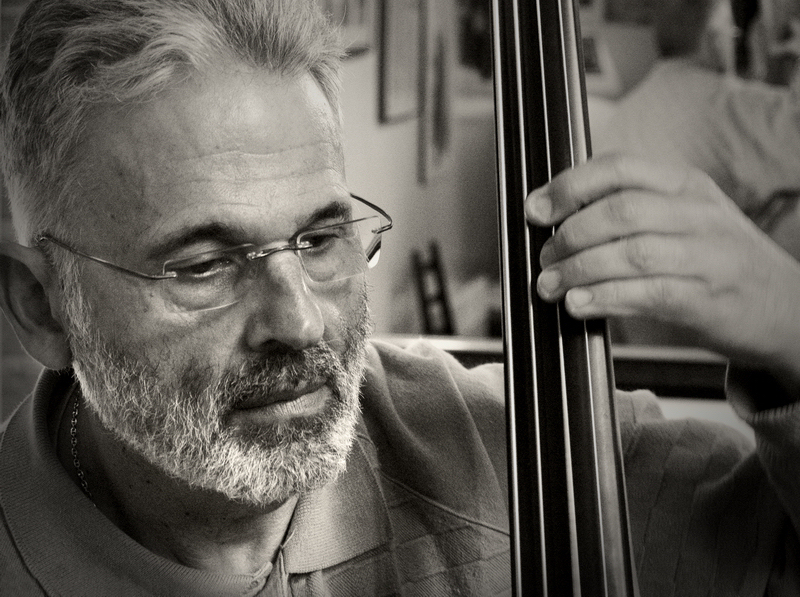
Gary Karr; * 20. November

- 20. November: Gary Karr, US-amerikanischer Musiker († 2025)
- 21. November: David Porter, US-amerikanischer Songwriter, Musikproduzent, Sänger und Unternehmer
- 23. November: Oscar Alem, argentinischer Kontrabassist, Pianist und Komponist († 2017)
- 24. November: Pete Best, englischer Musiker, erster Schlagzeuger der Beatles
- 24. November: Gary Boyle, britischer Jazzrock- und Fusion-Gitarrist
- 24. November: Donald „Duck“ Dunn, US-amerikanischer Bassist, Produzent und Songwriter († 2012)
- 25. November: Eleni Karaindrou, griechische Filmkomponistin
- 26. November: Amos Garrett, US-amerikanisch kanadischer Blues- und Jazzmusiker
- 27. November: Louis van Dijk, niederländischer Pianist († 2020)
- 28. November: Adelhard Roidinger, österreichischer Jazzmusiker und Komponist († 2022)
- 28. November: Jesper Thilo, dänischer Jazzsaxophonist und -flötist
- 29. November: Jody Miller, US-amerikanische Countrysängerin († 2022)

### Dezember
- 06. Dezember: Helen Cornelius, US-amerikanische Country-Musikerin († 2025)

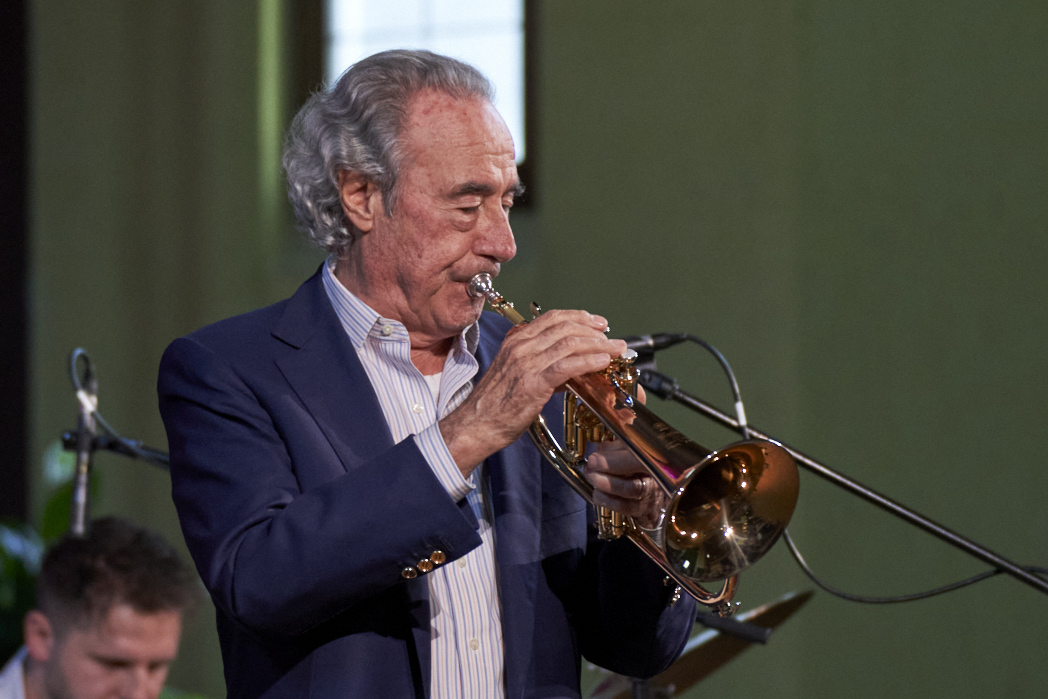
Franco Ambrosetti; * 10. Dezember

- 10. Dezember: Franco Ambrosetti, Schweizer Jazztrompeter und -flügelhornist
- 10. Dezember: Nicolas Kynaston, britischer Organist († 2025)
- 10. Dezember: Mike Lang, US-amerikanischer Jazz- und Studiomusiker († 2022)
- 12. Dezember: Smaranda Oțeanu-Bunea, rumänische Komponistin
- 14. Dezember: Karan Armstrong, US-amerikanische Sopranistin († 2021)
- 17. Dezember: Dave Dee, britischer Popsänger († 2009)
- 18. Dezember: Sam Andrew, US-amerikanischer Singer-Songwriter und Gitarrist († 2015)
- 19. Dezember: Maurice White, US-amerikanischer Musiker, Gründer der Band Earth, Wind and Fire († 2016)
- 20. Dezember: Michael Hurley, US-amerikanischer Musiker, Singer-Songwriter, Cartoonist und Maler († 2025)
- 22. Dezember: Ramon Coll i Huguet, spanischer klassischer Pianist († 2023)
- 23. Dezember: Ron Bushy, US-amerikanischer Schlagzeuger († 2021)

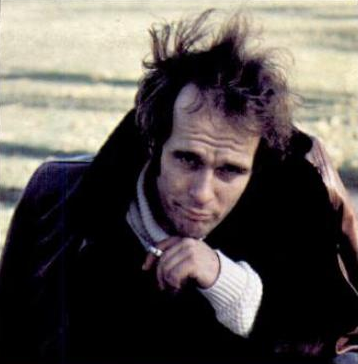
Tim Hardin; * 23. Dezember

- 23. Dezember: Tim Hardin, US-amerikanischer Musiker († 1980)
- 24. Dezember: Christa Schwertsik, österreichische Sängerin, Schauspielerin, Regisseurin und Hochschullehrerin
- 25. Dezember: Ronnie Cuber, US-amerikanischer Jazzmusiker († 2022)
- 25. Dezember: Don Pullen, US-amerikanischer Jazzpianist († 1995)
- 26. Dezember: Rattlesnake Annie, US-amerikanische Country-Sängerin
- 27. Dezember: Mike Pinder, britischer Rockmusiker († 2024)
- 28. Dezember: Volker Schmidt-Gertenbach, deutscher Musiker, Dirigent und Generalmusikdirektor
- 28. Dezember: Mototeru Takagi, japanischer Jazzmusiker († 2002)

### Genaues Geburtsdatum unbekannt
- Jim Cameron, US-amerikanischer Jazzmusiker (Saxophon)
- Jörg Gebhardt, deutscher Jazzmusiker (Schlagzeug, Arrangement)
- Wolfgang Isenhardt, deutscher Sänger (Tenor), Chorleiter, Dirigent und Arrangeur
- Joan Kalisch Kraber, amerikanische Geigerin († 2013)
- William E. McEuen, US-amerikanischer Filmproduzent und Musikproduzent († 2020)
- Terry Winter Owens, US-amerikanische Komponistin, Pianistin und Cembalistin († 2007)
- Hernán Ramírez Ávila, chilenischer Arzt, Komponist und Musikpädagoge
- Elke Rieckhoff, deutsche Schauspielerin, Balletttänzerin, Choreografin und Sängerin († 2006)
- Hilde Rittersberger-Straub, deutsche Pianistin und Klavierpädagogin aus Deutschland
- Gerald Schwertberger, österreichischer Komponist, Jazz-Kontrabassist und Musikpädagoge († 2014)
- Ronald Shroyer, US-amerikanischer Komponist, Musikpädagoge, Saxophonist und Flötist
- Anita Smisek, US-amerikanische Musikverlegerin, Organistin und Pianistin
- Günther-Eric Thöner, deutscher Musiker († 2001)
- Elisabeth Wangelin-Buschmann, deutsche Organistin
- Terry Woodson, US-amerikanischer Jazzmusiker, Arrangeur und Produzent († 2022)
- Dave Zoller, US-amerikanischer Jazzmusiker († 2020)

### Geboren um 1941
- Tom Andrews, US-amerikanischer Jazzmusiker († 2022)
- Hakim Jami, US-amerikanischer Jazzmusiker († 2021)

## Gestorben

### Januar bis Juni
- 02. Januar: Mischa Levitzki, US-amerikanischer Pianist (* 1898)
- 06. Januar: Georges Truc, französischer Dirigent (* 1893)
- 10. Januar: Johannes Biehle, deutscher Physiker, Glocken- und Orgelbauer (* 1870)
- 26. Januar: Marie Narelle, australische Sängerin (* 1870)
- 27. Januar: Iver Holter, norwegischer Komponist (* 1850)

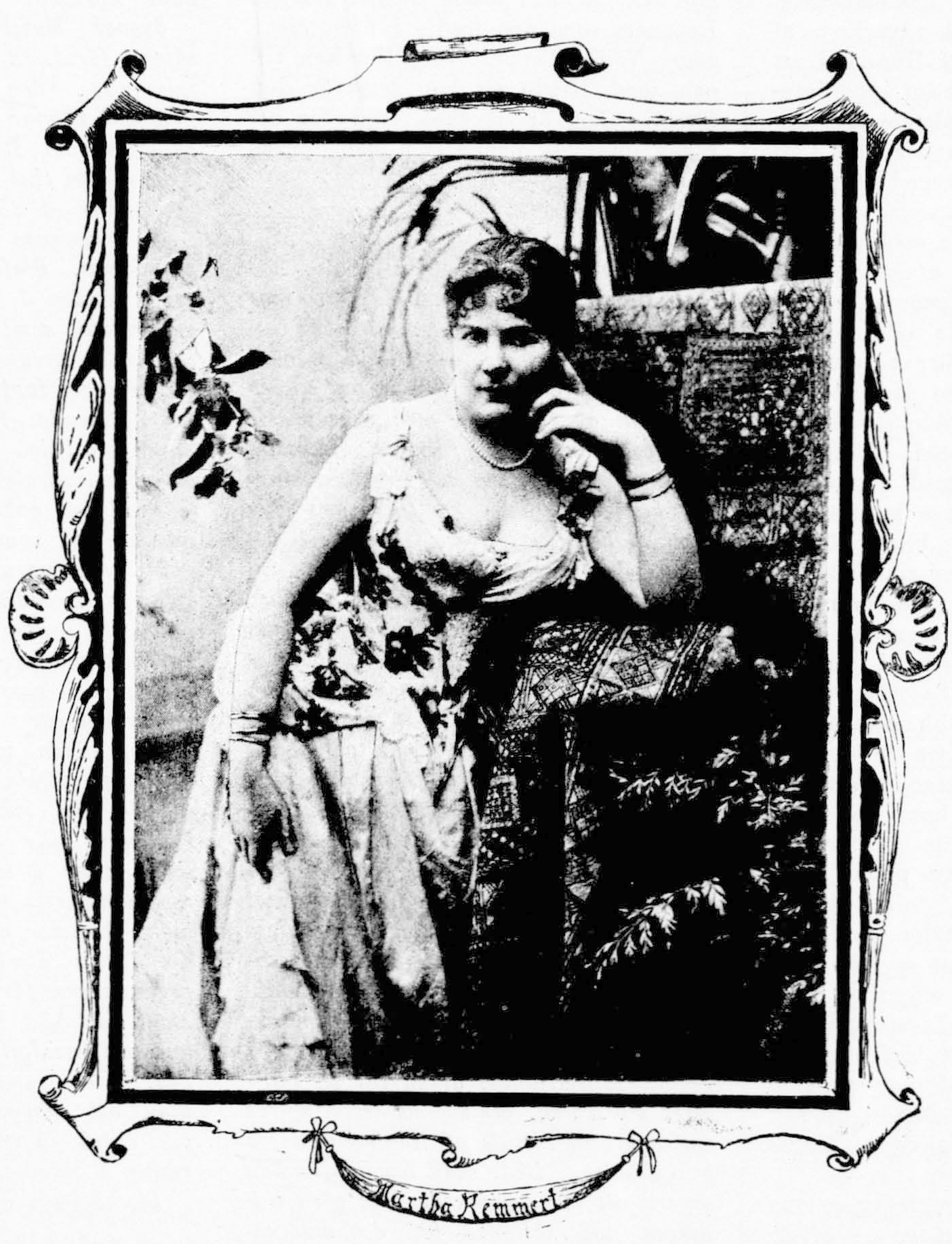
Martha Remmert; † 24. Januar

- 24. Januar: Martha Remmert, deutsche Pianistin, Musikpädagogin, Dirigentin, Musikfestmanagerin und Musikschriftstellerin (* 1853)
- 07. Februar: Anton Baumann, österreichischer Opernsänger der Stimmlage Bassbariton (* 1890)
- 17. Februar: Erich Lange, deutscher Tontechniker (* 1898)
- 20. Februar: Mary Bolduc, kanadische Singer-Songwriterin (* 1894)
- 28. Februar: Luis Petrucelli, argentinischer Bandoneonist, Bandleader und Tangokomponist (* 1903)
- 04. März: Edoardo Mascheroni, italienischer Dirigent und Komponist (* 1852)
- 12. März: Charles Sanford Skilton, US-amerikanischer Komponist und Organist (* 1868)
- 16. März: Jenny Fischer, österreichische Sängerin (* 1862)
- 26. März: August Weiß, deutscher Pianist, Komponist, Pädagoge und Musikprofessor (* 1861)
- 26. März: Ernst Welisch, österreichischer Dramatiker und Theaterregisseur (* 1875)
- 10. April: Joseph Saucier, kanadischer Sänger, Chorleiter und Pianist (* 1869)
- 17. April: Al Bowlly, südafrikanischer Pop- und Jazzsänger (* 1899)
- 21. April: Agustín Bardi, argentinischer Tangokomponist, Geiger und Pianist (* 1884)
- 29. April: Manuel Campoamor, uruguayischer Tangopianist und Komponist (* 1877)
- 01. Mai: Richard Hagel, deutscher Geiger und Dirigent (* 1871)
- 01. Mai: Howard Johnson, US-amerikanischer Songwriter (* 1887)

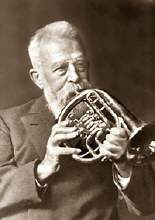
Johannes Kuhlo; † 16. Mai

- 16. Mai: Johannes Kuhlo, deutscher Theologe und Komponist (* 1856)
- 23. Mai: Slavko Osterc, slowenischer Komponist (* 1895)
- 25. Mai: Miguel Lerdo de Tejada, mexikanischer Komponist (* 1869)
- 29. Mai: Léo-Pol Morin, kanadischer Pianist, Musikkritiker und Komponist (* 1892)
- 17. Juni: Johan Wagenaar, niederländischer Komponist und Organist (* 1862)
- 30. Juni: Hugo Becker, deutscher Cellist, Cellolehrer und Komponist (* 1864)

### Juli bis Dezember

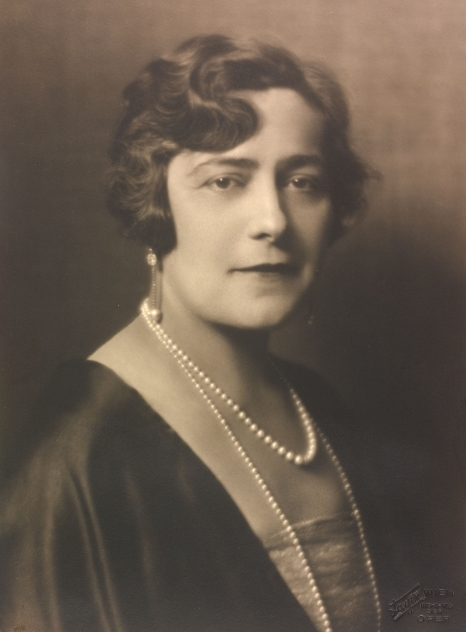
Olga Bauer-Pilecka; † 2. Juli

- 02. Juli: Olga Bauer-Pilecka, österreichische Oratorien- und Konzertsängerin (* 1887)
- 04. Juli: Karl Rorich, deutscher Komponist, Chorleiter, Pianist, Organist und Musikpädagoge (* 1869)
- 08. Juli: Philippe Gaubert, französischer Komponist und Flötist (* 1879)
- 14. Juli: Georg Bertram, deutscher Pianist und Musikpädagoge (* 1882)
- 22. August: Nikolaus Biwer, luxemburgischer römisch-katholischer Geistlicher, Komponist und Märtyrer (* 1884)
- 28. August: Emmanuel Metter, russischer Dirigent (* 1878)
- 01. September: Barrozzo Netto, brasilianischer Pianist, Komponist und Hochschulpädagoge (* 1881)
- 03. September: Camillo Horn, österreichischer Komponist, Dirigent und Musikpädagoge (* 1860)
- 07. September: Ramón Emilio Peralta, dominikanischer Komponist, Dirigent, Musikpädagoge und Saxophonist (* 1868)
- 19. September: Enrique Saborido, argentinischer Tangogeiger, Tangopianist, Tangokomponist und Tangotänzer (* 1878)
- 20. September: Ludwig Landshoff, deutscher Komponist, Musikwissenschaftler und Dirigent (* 1874)

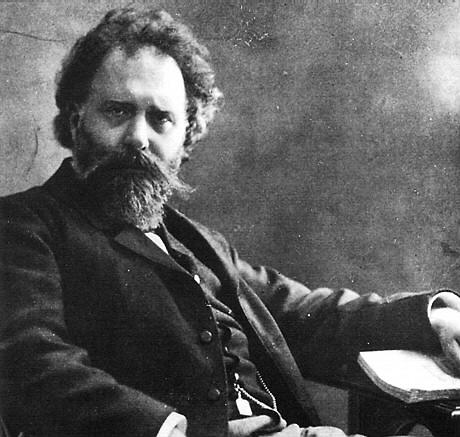
Wilhelm Kienzl; † 3. Oktober

- 03. Oktober: Wilhelm Kienzl, österreichischer Komponist (* 1857)
- 08. Oktober: Gustav Gerson Kahn, US-amerikanischer Musiker, Liedermacher und Textdichter (* 1886)
- 21. Oktober: Maurice Rambert, Schweizer Radiopionier und Unternehmer (* 1866)
- 04. November: Amédé Ardoin, US-amerikanischer Musiker (* 1898)
- 09. November: Edgar de Glimes, deutscher Komponist und Pianist (* 1871)
- 21. November: Reinhard Oppel, deutscher Musikwissenschaftler, Komponist und Musikpädagoge (* 1878)
- 23. November: Sekiya Toshiko, japanische Komponistin und Opernsängerin in der Stimmlage Sopran (* 1904)
- 03. Dezember: Christian Sinding, norwegischer Komponist (* 1856)
- 22. Dezember: Leopoldo Mugnone, italienischer Dirigent und Komponist (* 1858)
- 29. Dezember: Pierre Kunc, französischer Komponist und Organist (* 1865)

### Genaues Todesdatum unbekannt
- Marija Nikolajewna Androssowa-Ionowa, russische bzw. sowjetische Folkloristin jakutischer Herkunft (* 1864)
- Mary Ellen Christian, australische Sängerin und Gesangslehrerin (* 1848)
- Amanda Courtaux, französische Musikpädagogin und Komponistin (* 1856)
- John Dilleshaw, US-amerikanischer Old-Time-Musiker (* 1896)
- Emilio Grenet, kubanischer Komponist, Pianist und Musikpädagoge (* 1901)